# ICarly
iCarly és una comèdia de situació estatunidenca que es va estrenar a Nickelodeon el 8 de setembre de 2007. La sèrie va ser creada per Dan Schneider, qui també és el productor executiu. És protagonitzada per Miranda Cosgrove com a Carly Shay, una noia que crear un show per Internet anomenada iCarly amb els seus millors amics Sam Puckett (Jennette McCurdy), i Freddie Benson (Nathan Kress).

## Argument

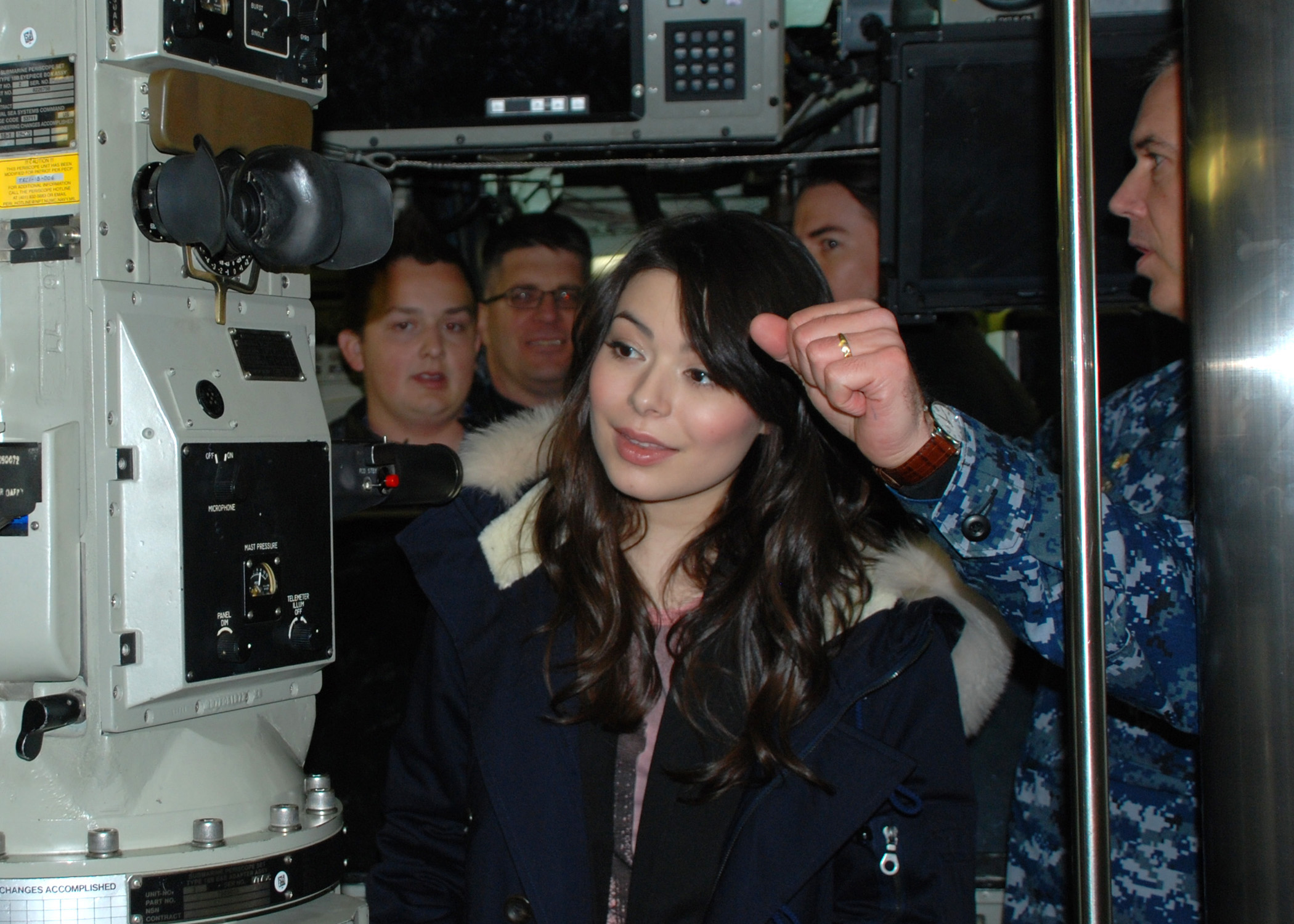
Miranda Cosgrove visitant el submarí USS Hartford (2011).

Per ordres de la seua mestra, Carly i la seua millor amiga Sam, enregistren a uns xics per a un xou de talents, però el seu amic Freddie els enregistra i ho puja a Internet juntament amb els altres vídeos i posa en línia un vídeo d'ella i Sam fent alguns acudits i burlant-se de la seua mestra. Cosa que al públic d'Internet li agrada i els fa demanar un pròxim espectacle, així que Carly decideix crear un show per Internet amb els seus amics, Sam i Freddie, que mostren coses divertides i talents rars.
Carly ha d'actuar com qualsevol altre adolescent duent una vida normal, estudia en l'Escola Ridgeway amb els seus amics i té bones notes. A poc a poc Carly es converteix en una celebritat d'Internet al popularitzar-se el seu xou. Al començament de la sèrie Carly té 13 anys, igual que els seus amics Sam i Freddie. Carly compleix 16 anys a l'inici de la quarta temporada. Però totes les temporades no tracten només sobre el seu programa de la web, també passen moltes anècdotes divertides, fins i tot, algunes tristes; encara que sempre acaben bé.
A partir de la cinquena temporada es desenvolupa una relació amorosa entre Sam i Freddie, la qual inicia en l'episodi "iOMG", després amb l'episodi "iLost My Mind", seguint de l'episodi "iDate Sam & Freddie", després l'episodi "iCan't Take It" i donant-li fi en l'episodi "iLove You", aquests episodis es van estrenar d'abril a setembre de 2011 als Estats Units. Els xics festegen el "Dia dels Innocents", després coneixen a la sensació del moment One Direction, Gibby obri el seu propi restaurant, Nevel retorna a iCarly per a fer-los una broma en "Halloween", Freddie aconsegueix un treball en "Pear Store". Les coses comencen a canviar i el popular web-show iCarly s'acaba perquè Carly se'n va amb son pare a viure a Itàlia.

## Producció
iCarly és la quarta sèrie creada per Dan Schneider per a Nickelodeon. Schneider originàriament volia fer una nova sèrie de televisió protagonitzada per Miranda Cosgrove, la idea original era que ella interpretara a una xica normal que, en un gir del destí, es convertiria en una estrella en el seu programa de televisió favorit, "Starstruck". I així l'episodi pilot va ser escrit (i va ser enviat a Nickelodeon). No obstant això, les coses van començar a canviar de sentit. Durant una reunió informal en el seu estudi amb la seua esposa i el seu amic Steve, Schneider va decidir que seria molt millor si Carly tenia el seu propi show - un espectacle que podia ser, com ella volia, i amb el qual podia el que volguera, llavors va decidir que es convertiria en un espectacle en línia. Al novembre de 2006, Schneider es va desfer del seu guió "Starstruck" i va escriure durant el desembre un episodi pilot nou que es va dir iCarly. El pilot va ser enviat el gener de 2007

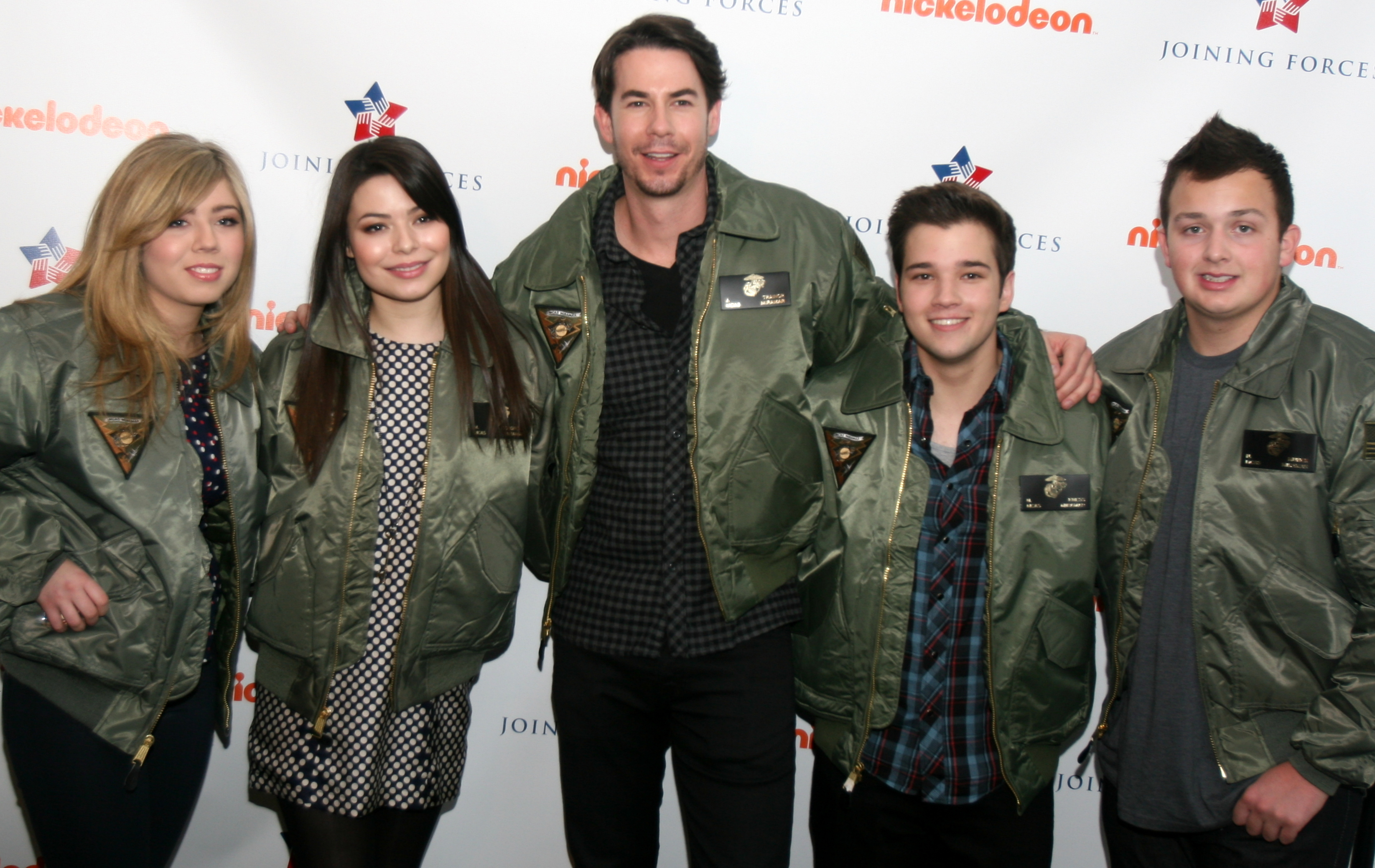
Elenc d'iCarly en 2012. D'esquerra a dreta: Jenette McCurdy, Miranda Cosgrove, Jerry Trainor, Nathan Kress i Noah Munck

Durant la producció de Zoey 101, a Schneider se li va ocórrer la idea de la sèrie i el nom va ser idea del seu amic i productor de The Big Bang Theory, Steve Molaro. Estava tractant de pensar en un bon títol per la nova sèrie sobre els joves que comencen el seu propi show en web. No obstant això, iCarly no anava a ser el nom original de la sèrie. De fet, el guió del pilot tenia el nom de la xica protagonista que era "Sam", però l'adreça d'"iSAM" ja estava presa. Schneider va tractar de cercar noms per al personatge principal i per a la pàgina d'Internet, i va comprar l'URL d'iJosie, però ell va decidir al final que no li agradava el nom. Schneider va agafar iCarly i li va encantar el nom per al personatge principal. Els noms de les dues xiques van ser canviats després de Sam i Kira a Carly i Sam.